# فهرست کدهای ۸۰۰–۹۹۹ آی‌سی‌دی-۹: آسیب و مسمومیت
فهرست کدهای ۸۰۰–۹۹۹ آی‌سی‌دی-۹: آسیب و مسمومیت (انگلیسی: List of ICD-9 codes 800–999: injury and poisoning) یکی از مجموعه کدهای طبقه‌بندی بین‌المللی آماری بیماری‌ها است.

## ۱۷. آسیب و مسمومیت
- (800) شکستگی طاق جمجمه
- (801) شکستگی قاعده جمجمه
- (802) شکستگی استخوان‌های صورت
- (803) سایر شکستگی‌های جمجمه
- (804) شکستگی‌های متعدد شامل جمجمه یا صورت به همراه سایر استخوان‌ها